# Heinz Duffner
Heinz Duffner (* 25. Dezember 1926 in Waldshut; † 14. April 1984 in Waldshut-Tiengen) war ein deutscher Politiker (SPD).
Duffner, der Architekt von Beruf war, gehörte von 1964 bis 1972 für die SPD dem baden-württembergischen Landtag an. Von 1962 bis 1975 war er Mitglied des Waldshuter Gemeinderats. anschließend gehörte er bis zu seinem Tode dem Gemeinderat von Waldshut-Tiengen an. Er gilt als einer der Initiatoren der Fußgängerzone Kaiserstraße in der Waldshuter Innenstadt.

## Ehrungen
- 1972: Verdienstkreuz am Bande der Bundesrepublik Deutschland